# Schinnen
Schinnen  è un comune olandese di 13 504 abitanti situato nella provincia del Limburgo.
In questa località è presente una base militare degli Stati Uniti, la 254th BSB (Base Support Battalion).
Dal 1º gennaio 2019 il suo territorio, insieme a quello delle ex-municipalità di Nuth e Onderbanken, è andato a formare la nuova municipalità di Beekdaelen.